# 1782 en santé et médecine
| Années de la santé et de la médecine : 1779 - 1780 - 1781 - 1782 - 1783 - 1784 - 1785    |
| Décennies de la santé et de la médecine : 1750 - 1760 - 1770 - 1780 - 1790 - 1800 - 1810 |

Cet article présente les faits marquants de l'année 1782 en santé et médecine.

## Événements
- En 1781-1782, près de 30 000 personnes meurent dans le Languedoc d’une sévère épidémie de suette miliaire[1].
- Pierre-François Percy (1754-1825) est nommé chirurgien-major du régiment de Berry cavalerie[2].

## Publications
- Michel Chevreul (1745-1845), père du chimiste Michel-Eugène Chevreul, publie Précis de l'art des accouchements en faveur des sages-femmes & des élèves en cet art, Angers, P.-F. Didot, 1782, 1re éd., 322 p. (lire en ligne sur Gallica).
- Franz Anton Mai (de) (1742-1814) publie (de) Unterricht für Krankenwärter zum Gebrauch öffentlicher Vorlesungen, Mannheim, Schwan, 1782, 1re éd. (lire en ligne), Instructions pour les infirmières destinées aux deux écoles de formation qu’il a créées en 1781 et 1783, respectivement à Mannheim et à Karlsruhe[3].

## Naissances
- 10 mai : Louis René Villermé (mort en 1863), auteur en 1840 du Tableau de l'état physique et moral des ouvriers employés dans les manufactures[4] qui est à l'origine de la loi de 1841 sur le travail des enfants[Note 1] et de celle de 1850 sur la location de logements insalubres.
- 20 août : Nicolas-Philibert Adelon (mort en 1862), médecin et physiologiste français, auteur de la Physiologie de l'homme en 4 volumes[5].

## Décès
- 6 novembre : Aloys Paul Trabucco (it) (né en 1744), médecin italien.